# 外相理事会
外相理事会（英：Council of Foreign Ministers）はポツダム会談に当たって合意され、ポツダム協定で公告された組織である。
ポツダム協定は理事会がイギリス、ソビエト連邦、中華民国、フランスそしてアメリカ合衆国から構成されることを明記した。外相会合は通常はロンドンのランカスターハウスで行われ、1945年9月1日までに行われていた。設立後の緊急重要課題として理事会はイタリア、ルーマニア、ブルガリア、ハンガリーそしてフィンランドとの講和条約の起草と締結権限を与えられ、戦後ヨーロッパの未解決の国境問題の解決案の提示した。また理事会はドイツの講和条約を「理由相当の政府が樹立した時に」用意する義務があった。
1945年の外相会合は2回行われた。1回目はロンドン外相会議、2回目は12月にモスクワ外相会議が行われ、そのあと1946年にパリ外相会議が行われた。
ロンドン外相会議は、アメリカの日本統治についてソ連とアメリカの間の論争によって話は少ししか進まず、実質台無しにされた。モスクワ外相会議は前よりは少し建設的なものであった。イタリア、ルーマニア、ブルガリア、ハンガリーそしてフィンランドとの講和条約の締結に向けて準備を始めるとし、11ヶ国による連合委員会と4ヶ国による連合国日本統治下の理事会を組織することで合意した。また、国際連合の立案した原子力エネルギーのコントロールに関する委員会にも合意し、大戦後の問題点は減った。フランスは1946年に理事会に参加し、パリ外相会議でパリ条約に関する最終的な決定がなされた。未解決であったトリエステ自由地域の件は1946年11月と12月のニューヨーク外相会議で解決された。
1947年に外相会議が春と秋の2回、それぞれモスクワとロンドンで行われたが、今度は冷戦が勢いを増していたこともあってドイツとオーストリアの講和条約の締結に失敗した。しかしながらプロシア自由国の解消には合意し、これによってオーデル・ナイセ線東側のプロシアが支配していた領域の併合が認識された。
1948年のパリでの会合で外相は旧イタリアの領土の扱いをどうするかで合意するのに失敗した。会議は1949年5月から6月にかけて再びパリで行われ、ソ連の行っていたベルリン封鎖を終わらせることに同意したが、またもやドイツ再統一についての合意を得ることには失敗した。1954年のベルリンでの会合は膠着したが続く1955年のウィーンでの会合で、オーストリアとの講和条約について合意を得られた（オーストリア国家条約）。
1955年7月にジュネーヴで行われた外相による第1回ジュネーヴ主要国首脳会談と翌年の会談でもドイツ再統一とヨーロッパにおける安全保障と軍事縮小についての合意は得られなかった。1959年の第3回の会談でもまたもやドイツについて合意はなかった。西側諸国は、講和条約は東西ドイツとではなく、民主的な政府の下での再統一されたドイツにおいてしか合意しない姿勢を見せていた。またソ連が提示していたベルリンの状態を「占領下」から「非武装化」に変更することについても拒絶した。
12年後の1971年に4ヶ国の外相はベルリン4ヶ国協定に署名した（1972年有効）。東西ドイツ間の貿易・移動について合法化し、両国が接触を図れるようになった。しかしソ連は西ベルリンは西ドイツに編入されないと規定している。東西ドイツ基本条約（1973年有効）で東西ドイツが法的に認識されるとともに、東西ドイツが相互の主権を尊重することを誓約すると、政治的活動が相互に活発に行われるようになり、物資、観光、文化そして通信関連の二国間の関係が構築された。この協定と条約の下、1973年9月、両国は国際連合に加盟した。
1990年のベルリンの壁崩壊後、9月12日にドイツ最終規定条約が4ヶ国とドイツ両国によって結ばれ、第二次世界大戦についての最終的な講和条約がドイツ双方の政府について締結され、ドイツ両国の主権が完全に回復した。これは1990年10月3日のドイツ再統一につながり、統一ドイツは1991年10月3日に再び完全な主権を回復した。

## 読書案内
- Ostpolitik: The Quadripartite Agreement of September 3, 1971（英語）